# سان (پومپوئی)

سان شهری در شهرستان پومپوئی در استان باله در بورکینافاسوی جنوبی است و جمعیت آن ۱۳۲۰ نفر است.